# Pellenes purcelli
Pellenes purcelli är en spindelart som beskrevs av Roger de Lessert 1915. Pellenes purcelli ingår i släktet Pellenes och familjen hoppspindlar. Inga underarter finns listade i Catalogue of Life.